# Йорданія на літніх Олімпійських іграх 2008
Йорданія на літніх Олімпійських іграх 2008 року була представлена 7 спортсменами у п'яти видах спорту, які не завоювали медалей.

## Склад олімпійської команди

### Кінний спорт
Індивідуальний конкур
| Спортсмен       | Кінь    | Дисципліна            | Етап 1 | Етап 1 | Етап 2          | Етап 2          | Етап 2          | Етап 3          | Етап 3          | Етап 3          | Фінал           | Фінал           | Фінал           | Фінал           | Фінал           | Фінал           |
| Спортсмен       | Кінь    | Дисципліна            | Етап 1 | Етап 1 | Етап 2          | Етап 2          | Етап 2          | Етап 3          | Етап 3          | Етап 3          | Етап A          | Етап A          | Етап B          | Етап B          | Всього          | Всього          |
| Спортсмен       | Кінь    | Дисципліна            | Штраф  | Місце  | Штраф           | Всього          | Місце           | Штраф           | Всього          | Місце           | Штраф           | Місце           | Штраф           | Місце           | Штраф           | Місце           |
| --------------- | ------- | --------------------- | ------ | ------ | --------------- | --------------- | --------------- | --------------- | --------------- | --------------- | --------------- | --------------- | --------------- | --------------- | --------------- | --------------- |
| Ібрахім Бішарат | Сам-Сам | Індивідуальний конкур | 19     | 71     | Закінчив виступ | Закінчив виступ | Закінчив виступ | Закінчив виступ | Закінчив виступ | Закінчив виступ | Закінчив виступ | Закінчив виступ | Закінчив виступ | Закінчив виступ | Закінчив виступ | Закінчив виступ |

### Легка атлетика
| Спортсмен          | Дисципліна      | Попередній етап 1 | Попередній етап 1 | Попередній етап 2 | Попередній етап 2 | Півфінал         | Півфінал         | Фінал            | Фінал            |
| Спортсмен          | Дисципліна      | Результат         | Місце             | Результат         | Місце             | Результат        | Місце            | Результат        | Місце            |
| ------------------ | --------------- | ----------------- | ----------------- | ----------------- | ----------------- | ---------------- | ---------------- | ---------------- | ---------------- |
| Халіл Аль-Ханахнех | 200 м, чоловіки | 21,55             | 15                | Закінчив виступ   | Закінчив виступ   | Закінчив виступ  | Закінчив виступ  | Закінчив виступ  | Закінчив виступ  |
| Баран Авадаллах    | 800 м, жінки    | 2:18,41           | 36                | Закінчила виступ  | Закінчила виступ  | Закінчила виступ | Закінчила виступ | Закінчила виступ | Закінчила виступ |

### Плавання
| Спортсмен    | Дисципліна                    | Відбіркові | Відбіркові | Півфінал         | Півфінал         | Фінал            | Фінал            |
| Спортсмен    | Дисципліна                    | Час        | Місце      | Час              | Місце            | Час              | Місце            |
| ------------ | ----------------------------- | ---------- | ---------- | ---------------- | ---------------- | ---------------- | ---------------- |
| Анас Хамадех | Чоловіки, 50 м, вільний стиль | 24,40      | 59         | Закінчив виступ  | Закінчив виступ  | Закінчив виступ  | Закінчив виступ  |
| Раза Таха    | Жінки, 50 м, вільний стиль    | 27,82      | 56         | Закінчила виступ | Закінчила виступ | Закінчила виступ | Закінчила виступ |

### Настільний теніс
Жінки
| Спортсмен   | Розряд    | Відбіркові                               | Етап 1             | Етап 2             | Етап 3             | Етап 4             | Чвертьфінал        | Півфінал           | Фінал              |
| Спортсмен   | Розряд    | Суперник Результат                       | Суперник Результат | Суперник Результат | Суперник Результат | Суперник Результат | Суперник Результат | Суперник Результат | Суперник Результат |
| ----------- | --------- | ---------------------------------------- | ------------------ | ------------------ | ------------------ | ------------------ | ------------------ | ------------------ | ------------------ |
| Зейна Шабан | Одиночний | Дана Хадакова Пор 11-3, 11-6, 11-8, 11-5 | Закінчила виступ   | Закінчила виступ   | Закінчила виступ   | Закінчила виступ   | Закінчила виступ   | Закінчила виступ   | Закінчила виступ   |

### Тхеквондо
Жінки
| Спортсмен    | В/К    | 1/16                  | Чвертьфінал        | Півфінал           | Втішний чвертьфінал | Втішний півфінал   | Фінал              |
| Спортсмен    | В/К    | Суперник Результат    | Суперник Результат | Суперник Результат | Суперник Результат  | Суперник Результат | Суперник Результат |
| ------------ | ------ | --------------------- | ------------------ | ------------------ | ------------------- | ------------------ | ------------------ |
| Надін Дауані | +67 кг | Адріана Кармона L 3-2 | Закінчила виступ   | Закінчила виступ   | Закінчила виступ    | Закінчила виступ   | Закінчила виступ   |